# Convecção natural
Convecção natural é um mecanismo, ou tipo de transporte de calor, no qual o movimento do fluido não é gerado por qualquer fonte externa (tal como uma bomba, ventilador, dispositivo de sucção, etc.) mas somente por diferenças de densidade no fluido ocorrendo devido a gradientes de temperatura. Em convecção natural, fluido circundante uma fonte de calor recebe calor, tornando-se menos densa e subindo. O fluido resfriante e circundante então move-se e o substitui. O fluido resfriante é então aquecido e o processo continua, formando uma corrente de convecção; este processo transfere energia térmica do fundo para o topo da célula de convecção. A força condutora para a convecção natural é a flutuabilidade (relacionada ao empuxo), um resultado de diferenças nas densidades de fluidos. Por causa disto, a presença de uma aceleração própria tais como surgindo da resistência à gravidade, ou uma força equivalente (surgindo da aceleração, força centrífuga ou força de Coriolis), é essencial para a convecção natural. Por exemplo, convecção natural essencialmente não opera em queda livre (ambientes inerciais), tal como aqueles da Estação Espacial Internacional, onde outros mecanismos de transferência de calor são requeridos para prevenir os componentes eletrônicos de aquecimento excessivo.
Convecção natural tem atraído grande atenção dos pesquisadores por causa de sua presença tanto na natureza quanto em aplicações de engenharia. Na natureza, células de convecção formam-se de ar elevando-se pelo aquecimento pela luz solar de solo ou água, são uma característica principal de todos os sistemas climáticos. Convecção é também vista nas plumas de ar quente elevando-se de ar quente de chamas, correntes oceânicas, e formação de ventos marítimos (onde convecção ascendente é também modificada pelas forças de Coriolis). Em aplicações de engenharia, convecção é comumente visualizada na formação de microestruturas durante o esfriamento de metais fundidos, e fluxos fluidos em torno de aletas de dissipação de calor, e lagoa solar. Uma aplicação industrial muito comum de convecção natural é a resfriamento por ar livre sem a ajuda de ventiladores: isto pode ocorrer desde pequenas escalas (chips de computador) a equipamento de processos de larga escala.

## Teorização
Matematicamente, a tendência de um sistema particular através de convecção natural baseia-se no número de Grashof (Gr), o qual é uma razão de forças de  flutuação e forças viscosas.
O parâmetro  {\displaystyle \beta }  é a expansividade do volume (K−1), g é a aceleração devido à gravidade, {\displaystyle \Delta }T é a diferença de temperatura entre a superfície quente e o corpo do fluido (K), L é o comprimento ou dimensão característica (isto depende do objeto) e ν é a viscosidade.
Para líquidos, valores de {\displaystyle \beta } são tabulados. Adicionalmente {\displaystyle \beta } podem ser calculados de:
{\displaystyle \beta ={\frac {1}{V}}{\frac {dV}{dT}}={\frac {1}{v}}{\frac {dv}{dT}}=-{\frac {1}{\rho }}{\frac {d\rho }{dT}}}     (K-1)
Para um gás ideal, este número pode ser simplesmente encontrado:
{\displaystyle PV=nRT\,}
{\displaystyle PV={\frac {m}{m_{molar}}}RT}
{\displaystyle {\frac {m}{V}}=\rho \ ={\frac {P\times m_{molar}}{RT}}}
{\displaystyle {\frac {d\rho }{dT}}=-{\frac {P\times m_{molar}}{R}}{\frac {1}{T^{2}}}}
{\displaystyle \beta =-{\frac {1}{\rho }}{\frac {d\rho }{dT}}=-\left({\frac {RT}{P\times m_{molar}}}\right)\left(-{\frac {P\times m_{molar}}{R}}{\frac {1}{T^{2}}}\right)={\frac {1}{T}}}
Entretanto, {\displaystyle \beta } para um gás ideal é simplesmente:
{\displaystyle \beta ={\frac {1}{T}}}
Assim, o número de Grashof pode ser entendido como a razão do empuxo ascendente do fluido aquecido e a fricção interna retardando a descedência. Em fluidos muito aderentes e viscosos, o movimento do fluido é restrito, juntamente com a convecção natural. No caso extremo de viscosidade infinita, ainda mais em pequenas escalas, o fluido poderá não se mover e toda a transferência de calor se dará por condução térmica.
Uma equação similar pode ser escrita para convecção natural devido a um gradiente de concentração, algumas vezes chamado de convecção termo-solutal. Neste caso, uma concentração de fluido quente difundindo-se em um fluido frio, da mesma maneira que tinta derramada em um recipiente com água difunde-se colorindo o espaço inteiro.
{\displaystyle Gr={\frac {g\beta \Delta CL^{3}}{\nu ^{2}}}}
As magnitudes relativas dos números de Grashof e Reynolds determina qual forma de convecção domina, se {\displaystyle {\frac {Gr}{Re^{2}}}\gg 1} convecção forçada pode ser desprezada, enquanto se {\displaystyle {\frac {Gr}{Re^{2}}}\ll 1} convecção natural pode ser desprezada. Se a razão é aproximadamente um tanto convecção forçada e natural tem de ser levada em conta.
Convecção natural é altamente dependente da geometria da superfície quente, várias correlações existem de maneira a determinar o coeficiente de transferência térmica. O número de Rayleigh ({\displaystyle Ra}) é frequentemente usado, onde:
{\displaystyle Ra=GrPr\,} onde {\displaystyle Pr\,} é o número de Prandtl.
Uma correlação geral que aplica-se para uma variedade de geometria é
{\displaystyle Nu=\left[Nu_{0}^{\frac {1}{2}}+Ra^{\frac {1}{6}}\left({\frac {f_{4}\left(Pr\right)}{300}}\right)^{\frac {1}{6}}\right]^{2}}
O valor de f4(Pr) é calculado usando-se a seguinte fórmula
{\displaystyle f_{4}(Pr)=\left[1+\left({\frac {0{,}5}{Pr}}\right)^{\frac {9}{16}}\right]^{\frac {-16}{9}}}
Nu é o número de Nusselt e o valor de Nu0 e o comprimentos característicos usados para calcular Ra são listadas abaixo:
| Geometria           | Comprimento característico                            | Nu0  |
| ------------------- | ----------------------------------------------------- | ---- |
| Plano inclinado     | x (distância ao longo do plano)                       | 0,68 |
| Disco inclinado     | 9D/11 (D = Diâmetro)                                  | 0,56 |
| Cilindro vertical   | x (altura do cilindro)                                | 0,68 |
| Cone                | 4x/5 (x = distância ao longo da superfície inclinada) | 0,54 |
| Cilindro horizontal | {\displaystyle \pi D/2} (D = Diâmetro do cilindro)    | 0,36 |

A correlação para o cálculo do número de Nusselt como mostrado aqui é dos autores Churchill e Thelen. Neste artigo os autores propõe duas diferentes soluções correspondentes às equações (4) e (5). A correlação neste artigo corresponde a equação (4). Para cálculo de convecção natural e, diferentes formas o trabalho de Lee, Yovanovich e Jafarpur é recomendado.

## Convecção natural para uma placa vertical
Neste sistema calor é transferido de uma placa vertical para um fluido movendo-se paralelamente a ele por convecção natural. Isto irá ocorrer em qualquer sistema onde a densidade do fluido em movimento varia com a posição. Este fenômeno irá somente ser de significância quando o fluido em movimento é minimamente afetado pela convecção forçada.
Quando considera-se o fluxo de fluido como um resultado de aquecimento, as seguintes correlações podem ser usadas, considerando-se o fluido como um diatômico ideal, adjacente a uma placa vertical a temperatura constante e o fluxo de fluido como completamente laminar.
{\displaystyle \ Nu_{m}=0.478(Gr^{0.25})}
O número de Nusselt médio é:
{\displaystyle \ Nu_{m}=h_{m}L/k}
Onde
- hm = coeficiente aplicável médio entre a borda inferior da placa e qualquer ponto a uma distância L (W/m². K)
- L = altura de uma superfície vertical (m)
- k = condutividade térmica (W/m. K)

O número de Grashof é:
{\displaystyle \ Gr={\frac {gL^{3}(t_{s}-t_{\infty })}{v^{2}T}}}
Onde
- g = aceleração gravitacional (m/s²)
- L = distânica acima da borda inferior (m)
- ts = temperatura da parede (K)
- t∞ = temperatura do fluido externa a camada limite térmica (K)
- v = viscosidade cinemática (m²/s)
- T = temperatura absoluta (K)

Quando o fluxo é turbulento entre diversas correlações envolvendo o número de Rayleigh (uma função tanto dos números de Grashof e Prandtl deve ser usada).

## Formação de padrões

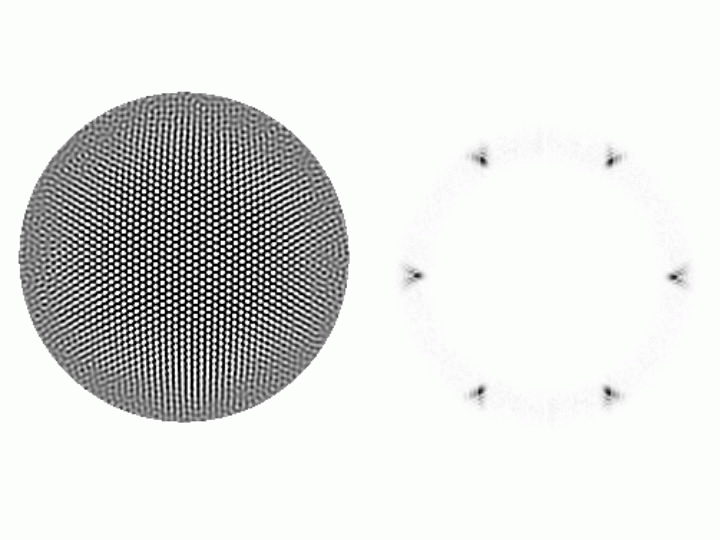
Um fluido sob convecção de Rayleigh-Bénard: a imagem à esquerda representa o campo térmico e a imagem à direita sua transformada de Fourier bidimensional.

Convecção, especialmente a convecção de Rayleigh-Bénard, onde a convecção fluida é contida por duas placas rígidas horizontais, é um conveniente examplo de um sistema de formações de padrões.
Quando calor é alimentado em um sistema de uma direção (normalmente de baixo), em valores pequenos, apenas difunde-se (conduz-se) de baixo para cima, sem causar fluxo de fluido. Na medida em que o fluxo de calor aumenta acima de um valor crítico do número de Rayleigh, o sistema passa por uma bifurcação do estado estável "condutivo" ao estado convectivo, onde o movimento de massas do fluido devido ao calor começa. Se outros parâmetros de densidade do fluido não dependem significativamente da temperatura, o perfil do fluxo é simétrico, com o mesmo volume de fluido a subir e descer. Isto é conhecido como convecção Boussinesq.
Como a diferença de temperatura entre o topo e a base do fluido torna-se maior, as diferenças significativas nos outros parâmetros do fluido que a densidade podem desenvolver-se no fluido devido à temperatura. Um exemplo de um parâmetro é a viscosidade, que pode começar a variar significativamente em camadas de fluido horizontalmente. Isso quebra a simetria do sistema e, geralmente, altera o padrão de subida e descida do do fluido em movimento a partir de tiras de hexágonos, como visto à direita. Esses hexágonos são um exemplo de uma célula de convecção.
À medida que o número de Rayleigh é aumentado ainda mais acima do valor no qual as células de convecção aparecem pela primeira vez, o sistema pode sofrer outras bifurcações, e outros padrões mais complexos, como espirais, podem começar a aparecer.

## Convecção do manto terrestre
Convecção dentro do manto da Terra é a força motriz da tectônica de placas. A convecção do manto é o resultado de um gradiente térmico: o manto inferior é mais quente do manto superior, e por isso é menos denso. Isso cria dois tipos principais de instabilidades. No primeiro tipo, plumas elevam-se do manto inferior, e as correspondentes regiões instáveis da litosfera gotejam de volta para o manto. No segundo tipo, placas oceânicas em subducção (que constituem a maior parte da camada térmica limite superior do manto) mergulham de volta para o manto e se movem para baixo para a fronteira núcleo-manto. A convecção do manto ocorre em taxas de centímetros por ano, e leva na ordem de centenas de milhões de anos para completar um ciclo de convecção. O manto, exatamente pr esta característica fluida de altíssima viscosidade, é tratado como um rheid.
Medições de fluxo de neutrinos do núcleo da Terra mostram a origem de cerca de dois terços do calor do núcleo interno é o decaimento radioativo de 40K. urânio e tório. Isto permitiu que as placas tectônicas da Terra continuassem em movimento muito mais tempo do que teria se fossem simplesmente impulsionadas pelo calor remanescente da formação da Terra, ou com calor produzido a partir de energia potencial gravitacional , como resultado do rearranjo físico das porções mais densas do interior da Terra em direção ao centro do planeta (i.e., um tipo de queda prolongada e em ajustamento).